# Albert Rafetraniaina
Albert Tokinirina Rafetraniaina (Ambohitrony, 9 september 1996) is een Malagassisch voetballer die als defensieve middenvelder speelt. Hij stroomde in 2012 door uit de jeugd van OGC Nice.

## Carrière
Rafetraniaina komt uit de jeugdacademie van OGC Nice. Hij debuteerde onder Claude Puel in de Ligue 1 op 6 oktober 2012 tegen Stade Reims. Hij was toen net zestien jaar oud geworden. Rafetraniaina bezit ook een Frans paspoort, waardoor hij zowel voor Frankrijk als voor Madagaskar mag uitkomen.
1 Bułka ·
2 Abdi ·
4 Dante  ·
5 Abdelmonem ·
7 Boga ·
8 Rosario ·
9 Moffi ·
10 Diop ·
11 Sanson ·
15 Moukoko ·
18 Ilie ·
19 Bouanani ·
22 Ndombele ·
24 Laborde ·
25 Cho ·
26 Bard ·
28 Boudaoui ·
29 Guessand ·
31 Dupé ·
32 Louchet ·
33 Mendy ·
44 Doumbouya ·
45 Orakpo ·
55 Ndayishimiye ·
64 Bombito ·
77 Boulhendi ·
92 Clauss ·
Coach: Haise
· Assistent-coach: Ramaré
· Assistent-coach: Squillaci